# قانون بازار اوراق بهادار جمهوری اسلامی ایران
ارزش افزوده سهام
قانون بازار اوراق بهادار جمهوری اسلامی ایران (۱ آذر ۱۳۸۴) اصلی‌ترین قانون حاکم بر اوراق بهادار و بورس‌های ایران است. این قانون مشتمل بر ۶۰ ماده و ۲۹ تبصره در جلسه علنی روز سه‌شنبه، ۱ آذر ۱۳۸۴، مجلس شورای اسلامی تصویب شد و در ۲ آذر ۱۳۸۴ به تأیید شورای نگهبان رسید.

## فصول قانون بازار اوراق بهادار جمهوری اسلامی ایران
- فصل اول: تعاریف و اصطلاحات
- فصل دوم: ارکان بازار اوراق بهادار
- فصل سوم: بازار اولیه
- فصل چهارم: بازار ثانویه
- فصل پنجم: اطلاع‌رسانی در بازارهای اولیه و ثانویه
- فصل ششم: جرایم و مجازات‌ها
- فصل هفتم: مقررات متفرقه

## ارکان اصلی
طبق ماده ۲ این قانون، در راستای حمایت از حقوق سرمایه‌گذاران و با هدف سامان‌دهی، حفظ و توسعه بازار شفاف، منصفانه و کارای اوراق بهادار و به منظور نظارت بر حسن اجرای این قانون، شورای عالی بورس و اوراق بهادار و سازمان بورس و اوراق بهادار - به عنوان ارکان اصلی بازار اوراق بهادار ایران - با ترکیب، وظایف و اختیارات مندرج در این قانون تشکیل می‌شود.